# 新巴黄耆
新巴黄耆（学名：Astragalus hsinbaticus）为豆科黄芪属的植物，是中国的特有植物。分布于中国大陆的黑龙江、内蒙古等地，生长于海拔650米的地区，见于干草沙质上，目前尚未由人工引种栽培。